# День святого Саркиса
День святого Саркиса (арм. Սուրբ Սարգիս) — национальный праздник, который каждый год отмечается в Республике Армения за 64 дня до Пасхи (выпадает на субботу между 18 января и 23 февраля).

## История и празднование
Согласно легенде, полководец Саркис вместе со своим сыном Мартиросом и четырнадцатью воинами погиб во имя христианской веры. Саркис родился в провинции Гамирк. Будучи полководцем при войске императора Константина Великого (272—337), совершил множество ратных подвигов.
За мужество и отвагу император Константин Великий назначил Саркиса князем и спарапетом (стратилатом — главнокомандующим армянской армией) в граничащей с Арменией Каппадокии. Он был не только превосходным спарапетом, но и замечательным проповедником. С позволения и согласия императора в городах, находящихся под его господством, он разрушал капища, строил церкви, распространял христианство. Обратил многих своих войнов из язычества в христианство. Однако, когда императорскую власть получил Юлиан Отступник, то Саркис, как и многие воины, принявшие крещение, впал в немилость.
Когда при императоре Юлиане (360—363) начались гонения на христиан, святому Саркису явился бог и повелел его покинуть пределы империи. Вместе со своим сыном Мартиросом святой Саркис нашёл убежище в Армении, где царствовал царь Тиран, внук Трдата Великого, сын Хосрова. Получив известие о том, что Юлиан с большим войском движется на Персию, и стремясь избежать опасности вторжения в свои земли, армянский царь уговаривает Саркиса перейти на службу к сасанидскому шаху Шапуру II.
Шах Шапур принял Саркиса с любовью и назначил его на должность командующего войсками. Многие из воинов под его влиянием отказывались от язычества и становились христианами. Однако Шапур требует, чтобы святой стал огнепоклонником и совершал языческие жертвоприношения. Саркис наотрез отказался, заявив: «Поклоняться следует только истинному Богу — Святой Троице, — Который сотворил небо и землю. А огонь и идолы вовсе не боги, так как созданный из праха человек может их уничтожить». Сказав же это, Саркис сокрушил статую истукана. Разъярённая толпа набросилась на Саркиса и на его сына. И первым принимает мученическую смерть его сын Мартирос. Саркис был заточен в тюрьму, но, оставшись непреклонным в своей вере, вскоре был обезглавлен. По легенде, после гибели Саркиса над телом его возникает свечение. За христианскую веру погибают также и преданные Саркису четырнадцать воинов. Тела мучеников захоронены в городе Амии.
Для армян святой Саркис — один из самых любимых святых. Святой Месроп Маштоц перенёс мощи святого Саркиса в Карби-Уши (Аштаракского округа), где в дальнейшем была построена церковь имени блаженного.
День святого полководца Саркиса в Армении принято отмечать не только церковными обрядами. Существуют также народные обычаи. Святой полководец Саркис считается быстрым заступников всех молодых. Ходатайством святого Саркиса происходят чудеса. В этот день молодые молятся и просят святого донести их молитвы до бога.
Согласно древней армянской легенде, когда отряд во главе с Саркисом вернулся домой после того, как одержал победу над врагами, их пригласили отпраздновать это в королевском дворце. Усталые воины обильно и сытно поужинали, и, как водится, выпили за победу немало кувшинов доброго армянского вина. После ужина воины отправились спать, а император-отступник, который ненавидел христиан, приказал сорока молодым девушкам убить солдат во сне. Все они выполнили приказ царя, кроме одной. Девушка, пленённая красотой юноши, поцеловала Саркиса и тот проснулся. Увидев, что император предал своих же солдат, полководец оседлал коня и, взяв с собою девушку, вырвался из города. Так любовь спасла жизнь. И поэтому в Армении святой Саркис почитается, как покровитель всех влюблённых.
Про святого Саркиса существует множество преданий. Вот одно из них.
Бедный Ашуг Гариб любил Шах-Санаме — дочь одного богача. Девушка тоже любила его, но Ашуг был беден, и отец девушки был против их брака, так как прочил её в жёны богатому человеку. Тогда Ашуг Гариб решил отправиться в чужие края и там честным трудом заработать себе состояние. Но перед этим он заручился клятвой своей возлюбленной, что та семь лет будет ждать его. Он поставил ей условие, что если опоздает с возвращением хотя бы на один день, то она вольна выйти замуж за другого по желанию отца.
Трудные семь лет провёл Ашуг Гариб на чужбине. Будучи лишённым возможности видеть свою красавицу, не имея никакой весточки о ней, он всё же не отчаивался, а с тоской и надеждой ждал того дня, когда они снова встретятся, создадут семью и вместе проживут счастливую жизнь.
Семь лет подряд, трудясь день и ночь, Ашуг Гариб сумел накопить состояние и пустился в путь домой. На пути он столкнулся с многими трудностями и испытаниями. Казалось, что вот-вот надежда покинет Ашуга, что он не поспеет к любимой девушке. Встревоженный всем этим, он чистым сердцем и пламенной душой в молитве обратился к Саркису, прося у быстрого заступника помощи.
Саркис, вняв молитве влюблённого Ашуга, сразу явился ему в вихре пурги на белоснежном быстром скакуне, посадил его на круп коня и в одно мгновение домчал к Шах-Санаме. Тогда отец девушки, видя твёрдость Ашуга Гариба, совершившееся чудо и чистую их любовь и преданность друг другу, благословил их союз.
«День святого Саркиса» (покровителя молодых влюблённых святого Саркиса) официально отмечают в Армении начиная с 2007 года.
Празднику в честь святого Саркиса предшествует передовой пост (третья неделя до Великого поста, с понедельника по пятницу), утверждённый Григорием Просветителем.
В ночь перед праздником святого Саркиса молодые едят соленый блин, после этого ничего не едят и не пьют и ожидают откровение во сне: кому предназначена какая невеста (или жених). К этому дню относится ещё один обычай: поднос с мукой из жареной пшеницы ставят на крыше или на балконе и ждут следа копыта коня святого полководца Саркиса. Согласно легенде, святой Саркис должен с ангелами пролететь над домами. И если в подносе с мукой оставит след от копыта своего белого коня (символ чистоты и беспорочности), то в этом году исполнится мечта влюблённого юноши или девушки. В этот день следует здороваться словами: «Пусть твой крест одаривает тебе здравием» и ответить «Будь здравым»
(арм. «Խաչդ թող ողջույն զարկե», պատասխան՝ «Ողջ մնաս»)
В этот день влюблённые дарят друг другу открытки, цветы и сладости.
В день праздника в церквях, носящих имя святого полководца Саркиса, служится литургия, вслед чего проводится обряд благословения молодых.
Календарь праздника: 21.01.2008, 07.02.2009, 30.01.2010, 19.02.2011, 4.02.2012, 26.01.2013, 15.02.2014, 31.01.2015, 23.01.2016, 11.02.2017, 27.01.2018, 16.02.2019, 8.02.2020, 30.01.2021, 12.02.2022, 4.02.2023, 27.01.2024, 15.02.2025, 31.01.2026, 23.01.2027, 12.02.2028, 27.01.2029, 16.02.2030